# Грушас, Гинтарас Линас
Гинтарас Линас Грушас (лит. Gintaras Linas Grušas; род. 23 сентября 1961, Вашингтон, США) — литовский прелат. Военный ординарий Литвы со 2 июля 2010 по 5 апреля 2013. Архиепископ Вильнюса с 5 апреля 2013.

## Образование
С 1983 года обучался в университете Лос-Анджелеса в Калифорнии, который окончил с дипломом инженера в области компьютерных наук (бакалавр математики/компьютерные науки).
С 1989 года по 1990 года был студентом подготовительного курса и курса философии Францисканского университета Стубенвиля (США). С 1990 года по 1993 год обучался в колледже Беда в Риме, а в 1993—1994 годах в Литовском колледже Св. Казимира в Риме.
В 1994 году он получил степень бакалавра богословия в Папском университеты святого Фомы Аквинского. В этом же университете, впоследствии, получил степень лиценциата (1999 год) и доктора канонического права (2001 год).
В дополнение к родному, литовскому языку, говорит на английском, итальянском и французском языках.

## Священник
25 июня 1994 года рукоположен в священника.
В 1994—1997 годах — генеральный секретарь епископской конференции Литвы.
В 2001—2003 годах ректор Высшей духовной семинарии в Вильнюсе.
С 2004 года вновь назначен генеральным секретарём епископской конференции Литвы, одновременно, духовной советник Литовской католической Федерации «Ateitis», председатель комиссии по переводу на литовский язык Кодекса канонического права, член двусторонней комиссии по выполнению Соглашение между Святым Престолом и Литвой, руководящего комитета издательства «Kataliku pasaulis», литовской комиссии «Justitia et Pax» и правительственных комиссий по Тысячелетию Литвы и «Вильнюс — столица Европы».

## Епископ и военный ординарий Литвы
19 июня 2010 года был назначен Военным ординарием Литвы, а 4 сентября 2010 года получил епископское рукоположение.
26 октября 2011 года избранн постоянным членом Совета и председателем Комиссии по образованию Конференции католических епископов Литвы.

## Архиепископ Вильнюса
5 апреля 2013 года папа римский Франциск назначил епископа Грушаса архиепископом Вильнюса. 28 октября 2014 года Грушас избран очередным председателем Конференции католических епископов Литвы

## Награды
- Кавалер Большого креста ордена Витаутаса Великого (4 июля 2017 года)[2].